# Epiplatys maeseni
Epiplatys maeseni är en fiskart som först beskrevs av Poll, 1941.  Epiplatys maeseni ingår i släktet Epiplatys och familjen Nothobranchiidae. IUCN kategoriserar arten globalt som livskraftig. Inga underarter finns listade i Catalogue of Life.